# Trust (przedsiębiorstwo)
Trust International B.V. – holenderskie przedsiębiorstwo z siedzibą w Dordrecht, producent sprzętu komputerowego. Trust International B.V. działa na skalę międzynarodową w Europie, na Bliskim Wschodzie, w Afryce i Ameryce Łacińskiej. Obecnie posiada 19 oddziałów w Europie i Azji i zatrudnia około 250 osób.

## Historia
Przedsiębiorstwo zostało założone w 1981 roku w Holandii pod nazwą Aashima Technology B.V. i jej działalnością było importowanie akcesoriów komputerowych, konsol do gier i gier wideo. Od 1985 roku firma rozpoczęła produkcję własnych produktów markowych pod nazwą Trust. Biznes się rozwinął i tak powstała firma. W 1988 roku zostały otwarte pierwsze zagraniczne biura firmy w Niemczech, Anglii, Włoszech i Francji. Na początku lat dziewięćdziesiątych, Aashima Technology B.V. zmieniła nazwę na Trust International B.V. w celu umiędzynarodowienia marki. Obecnie produkty firmy są dostępne w ponad 44 krajach.

## Organizacja
Trust International B.V. jest zorganizowana w taki sposób, aby mieć równowagę pomiędzy działaniami  centralnymi i lokalnymi. W głównej siedzibie w Holandii jest centrum usług wspólnych dla usług IT, badań i rozwoju (produkty i koncepcje) i Marketingu Korporacyjnego.

## Sponsoring w sportach motorowych
Holenderski kierowca Formuły 1 Jos Verstappen wykorzystał swoje powiązania i uzyskał sponsoring firmy Trust dla zespołu Minardi w 2003 roku. W 2004 roku firma sponsorowała ekipę Jordan Grand Prix, gdy Verstappen był faworytem do zajęcia miejsca w zespole. Trust podpisał umowę sponsoringu z ekipą Spyker F1, która działała z holenderską licencją w 2007 roku. Trust był także głównym sponsorem zespołu Arden International startującego w wielu różnych seriach wyścigowych, w związku z tym pełna nazwa teamu brzmiała Trust Team Arden. Firma sponsorowała również ekipę Minardi Team USA w serii Champ Car w 2007 roku. Trust sponsorował także zespół Red Bull Racing. Wówczas kierowcy teamu, Sebastian Vettel i Mark Webber mieli logo firmy Trust na swoich kaskach.

## Produkty
Przedsiębiorstwo oferuje takie produkty jak:
- Myszki
- Klawiatury
- Głośniki
- Słuchawki
- Mikrofony
- Kamery internetowe
- Tablety
- Gamepady
- Inne akcesoria zabezpieczające jak torby, uchwyty itp.